# 4673 Bortle
4673 Bortle eller 1988 LF är en asteroid i huvudbältet som upptäcktes den 8 juni 1988 av den amerikanska astronomen Carolyn S. Shoemaker vid Palomar-observatoriet. Den är uppkallad efter den amerikanske astronomen John E. Bortle.
Asteroiden har en diameter på ungefär 11 kilometer och den tillhör asteroidgruppen Maria.